# ハインリッヒ・クリスチャン・マックロット
ハインリッヒ・クリスチャン・マックロット（Heinrich Christian Macklot、1799年10月20日 - 1832年5月12日）はドイツの博物学者。

## 経歴
1799年、フランクフルト・アム・マイン生まれ。ハイデルベルク大学で医学を学び、1822年に博士号を取得。
同1822年、ライデンのオランダ国立自然史博物館（en、nl：ナチュラリス生物多様性センターの前身のひとつ）に職を得た。大規模な博物学的事業であった 自然誌委員会（nl:Natuurkundige Commissie voor Nederlands-Indië） の一環として、博物館の所有する動植物の標本などを収集するために、マックロットは、ハインリッヒ・ボイエやサロモン・ミューラーとともに、アジアへ派遣された。マックロットは、1828年から1830年にかけて、コルベット「トリトン (HM Triton)」に乗船して、ニューギニア島とティモール島を訪れた。1832年5月12日、ジャワ島で発生していた反乱の最中に、マックロットは殺害された。

## エポニム
1837年、コンラート・ヤコブ・テミンクは、スンダオオコウモリに、マックロットへの献名として Acerodon mackloti と名付けた。このほかにもマックロットの名が付けられた動物学上の種や亜種には以下のようなものがある。
- Apalharpactes mackloti - スマトラキヌバネドリ（英語版） - サロモン・ミューラー、1835年
- Liasis mackloti - マングローブニシキヘビ（英語版） - アンドレ・マリー・コンスタン・デュメリルとガブリエル・ビブロン、1844年[3]
- Pitta erythrogaster mackloti - ヤイロチョウ科の一種 - コンラート・ヤコブ・テミンク、1834年[2][4]

植物の属名 Macklottia は、ピーター・ウィレム・コルトハルスがマックロットへ献名したものであり、ギョリュウバイ属（Leptospermum）の別名とされている。

## 著書
- Verslag van het land, de bewoners en voortbrengselen van eenige plaatsen op de kust van Nieuw Guinea, welke in den loop van het jaar 1828, door de Natuurkundige Kommissie in Oost-Indie, aan boord van Z.M. korvet Triton; Amsterdam : Bij de Erven H. Gartman, 1830
  - 書名はオランダ語で「博物学事業によりコルベット＜トリトン＞号で東インド諸島に派遣された1928年のニューギニア海岸における、土地、住民、産物についての報告」の意[6]。